# (69988) 1998 WA31
(69988) 1998 WA31 é um objeto transnetuniano localizado no disco disperso. Foi descoberto em 18 de novembro de 1998 por Marc W. Buie no Observatório Kitt Peak. É classificado como um objeto ressonante por estar em uma ressonância orbital 2:5 com Netuno. Possui um período orbital de 413,78 anos e um semieixo maior de 55,527 UA. Assumindo um albedo de 0,09, sua magnitude absoluta de 7,5 dá um diâmetro de 139 km.